# Pelican Lake (Otter Tail County, Minnesota)
Der Pelican Lake ist ein See im Otter Tail County im US-Bundesstaat Minnesota. 
Der See liegt zwischen den beiden Kleinstädten Detroit Lakes im Nordosten und Pelican Rapids im Süden. Er wird vom Pelican River vom nordöstlich gelegenen Little Pelican Lake zum südlich benachbarten Lake Lizzie durchflossen. Der Pelican Lake liegt im Einzugsgebiet des Otter Tail River, einem Quellfluss des Red River of the North. Der 16 km² große See liegt auf einer Höhe von 402 m.
Der See wird stark für Freizeitaktivitäten genutzt. Im See kommen Glasaugenbarsch, Hecht, Muskellunge und die Sonnenbarschart Lepomis macrochirus vor.
Im Jahr 2012 wurde die Zebramuschel, ein invasiver Neozoon, im See entdeckt.